# God Is a Bullet (film)
God Is a Bullet è un film del 2023 scritto e diretto da Nick Cassavetes.
La pellicola, con protagonisti Nikolaj Coster-Waldau, Maika Monroe, Karl Glusman, January Jones e Jamie Foxx, è l'adattamento cinematografico del romanzo del 1999 Dio è un proiettile (God Is a Bullet) scritto da Boston Teran.

## Produzione
Questo film segna il ritorno dietro la macchina da presa di Nick Cassavetes a nove anni dal suo ultimo film, Tutte contro lui - The Other Woman; il regista ha dichiarato di "aver provato a fare questo film per oltre diciotto anni: una grande storia con due personaggi imperfetti ma fantastici".

### Riprese
Le riprese del film, iniziate a Città del Messico nel maggio 2021, sono proseguite e terminate nell'agosto dello stesso anno nel Nuovo Messico.

## Promozione
Il primo trailer del film è stato diffuso il 10 maggio 2023.

## Distribuzione
La pellicola è stata distribuita nelle sale cinematografiche statunitensi a partire dal 23 giugno 2023 e in digitale dall'11 luglio dello stesso anno. In Italia è stata trasmessa in prima visione su Sky Cinema Uno il 15 agosto 2024.

### Edizione italiana
La direzione del doppiaggio è a cura di Rodolfo Bianchi, su dialoghi di Roberta Bonuglia, per conto di Studio Emme.